# Vlag van Appenzell Ausserrhoden

Vlag van Appenzell Ausserrhoden

De vlag van Appenzell Ausserrhoden, een kanton in Zwitserland, toont een zwarte beer met rode klauwen, een rode tong en een rode erectie in een wit veld. De beer staat tussen de letters V en R. De beer is een symbool van kracht, moed en macht en is afkomstig uit het wapen van de abt van Sankt Gallen, die tot 1403 de macht in Appenzell had. Toen Appenzell zich afscheidde, behield men de beer als symbool, plaatste deze op een witte achtergrond en voegde er uitdagend een erecte penis aan toe. De letters V en R zijn in 1537 aan de vlag en het wapen toegevoegd toen Appenzell Ausserrhoden en Appenzell Innerrhoden uit elkaar gingen. Terwijl Innerrhoden de oude vlag behield, de vlag van Appenzell Innerrhoden, veranderde Ausserrhoden deze door er beide letters aan toe te voegen. De letters staan voor Vssere Rhoden, de oude schrijfwijze van Ausserrhoden. Wanneer men voor Appenzell als geheel een vlag gebruikt, is dat de vlag van Appenzell Innerrhoden.